# 신림면 (원주시)
신림면(神林面)은 대한민국 강원특별자치도 원주시의 면(面)이다. 이 지역은 영서 방언과 영동 방언의 혼재 지역이다.

## 법정리
- 신림리(神林里)
- 금창리(金倉里)
- 구학리(九鶴里)
- 용암리(龍岩里)
- 성남리(城南里)
- 황둔리(黃屯里)
- 송계리(松桂里)

## 교통
- 중앙고속도로가 지난다. 중앙선의 역은 복선전철화로 폐지되었다.

## 교육
- 신림초등학교 (신림리)
  - 구학분교 (폐교) - 신림면 구학산로 1624 (구학리)
- 황둔초등학교 (황둔리)
  - 창평분교 (폐교) - 신림면 원골길 5 (황둔리)
- 신림중학교 (신림리)
- 황둔중학교 (황둔리)